# Tachytrechus tenuipes
Tachytrechus tenuipes är en tvåvingeart som först beskrevs av Van Duzee 1924.  Tachytrechus tenuipes ingår i släktet Tachytrechus och familjen styltflugor. Inga underarter finns listade i Catalogue of Life.